# توپ دریایی ۴۰ میلیمتری فتح

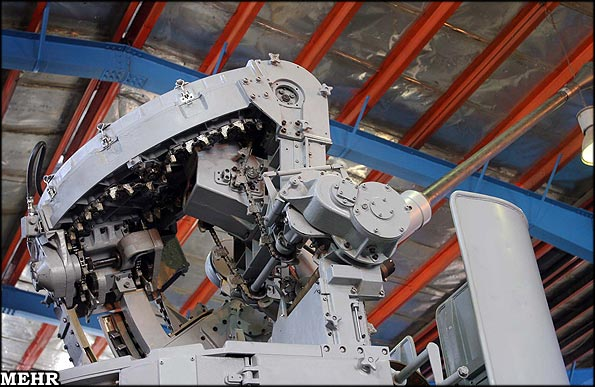
اولین نمونه از توپ دریایی فتح

توپ دریایی ۴۰ میلیمتری فتح یک توپ دریایی است که توسط وزارت دفاع و پشتیبانی نیروهای مسلح جمهوری اسلامی ایران ساخته شده‌است. این توپ دریایی از ۳ خرداد ۱۳۸۸ به بهره‌برداری رسیده و از لحاظ عملکرد همسطح توپ ۴۰ میلیمتری سوئدی بوفورس دانسته می‌شود.

## مشخصات
توپ دریایی فتح با کالیبر ۴۰ میلیمتری جزء توپ‌های ضد هوایی ارتفاع پست محسوب می‌شود. از این سلاح در شناورهای دریایی مورد استفاده قرار می‌گیرد. برد نهایی این توپ دریایی ۱۲ کیلومتر و نواخت گلوله آن ۳۰۰ تیر در دقیقه می‌باشد. همچنین از این توپ دریایی می‌توان به عنوان سلاح ضد موشک‌های کروز نیز استفاده کرد.